# Euro-City-Cup 1994/95
Am Euro-City-Cup 1994/95 nahmen 31 Handball-Vereinsmannschaften teil, die sich in der vorangegangenen Saison in ihren Heimatländern qualifiziert hatten. Es war die 2. Austragung des City Cups. Titelverteidiger war TUSEM Essen. Die Pokalspiele begannen am 5. Oktober 1994 und das zweite Finalspiel fand am 22. April 1995 statt. Im Finale konnte sich TV Niederwürzbach gegen BM Gáldar durchsetzen.

## Modus
Der Wettbewerb startete mit 15 Spielen im Sechzehntelfinale. Die Sieger zogen in das Achtelfinale ein, in der weitere, höher eingestufte, Mannschaften einstiegen. Alle Runden inklusive des Finales wurden im K.-o.-System mit Hin- und Rückspiel durchgeführt. Der Gewinner des Finales war Euro-City-Cup-Sieger der Saison 1994/95.

## Sechzehntelfinals
|                          | Gesamt  |                        | Hinspiel | Rückspiel |
| ------------------------ | ------- | ---------------------- | -------- | --------- |
| RK Metalurg Skopje       | 52:54   | Jadran Kozina          | 34:26    | 18:28     |
| Kentro Neotitos Larnacos | 0:20    | RK Varteks Varaždin    | 0:10     | 0:10      |
| CHEV Handball Diekirch   | 30:58   | TV Niederwürzbach      | 13:31    | 17:27     |
| Komlói Bányász           | 32:35   | ABC Braga              | 14:21    | 18:14     |
| ATV Basel                | 37:71   | BM Gáldar              | 21:36    | 16:35     |
| Holte IF                 | 45:51   | ŠKP Bratislava         | 24:24    | 21:27     |
| Beşiktaş Istanbul        | 44:53   | US Ivry HB             | 25:25    | 19:28     |
| A.C. Doukas School       | 35:50   | Śląsk Wrocław          | 19:21    | 16:29     |
| HC Baník Karviná         | 40:33   | Maccabi Raʿanana       | 20:14    | 20:19     |
| HC Spartak Baku          | 0:20    | Dinamo Bukarest        | 0:10     | 0:10      |
| Kragerø IF               | 45:47   | HC Bruck               | 20:24    | 25:23     |
| Haukar Hafnarfjörður     | 62:50   | Olimpij Lwiw           | 36:25    | 26:25     |
| Extran Beyne             | 56:35   | GTU Shevardeni Tbilisi | 24:12    | 32:23     |
| HV Aalsmeer              | 50:46   | Ūla Varėna             | 29:21    | 21:25     |
| SKIF Krasnodar           | 44:44 * | SSV Brixen             | 22:21    | 22:23     |

## Achtelfinals
|                     | Gesamt |                      | Hinspiel | Rückspiel |
| ------------------- | ------ | -------------------- | -------- | --------- |
| BM Gáldar           | 63:47  | Extran Beyne         | 32:20    | 31:27     |
| TV Niederwürzbach   | 66:49  | SKIF Krasnodar       | 35:22    | 31:27     |
| US Ivry HB          | 54:41  | HC Bruck             | 24:21    | 30:20     |
| RK Varteks Varaždin | 40:36  | HV Aalsmeer          | 21:15    | 19:21     |
| TUSEM Essen         | 44:36  | Dinamo Bukarest      | 19:19    | 25:17     |
| Jadran Kozina       | 48:55  | Śląsk Wrocław        | 24:25    | 24:30     |
| SKP Bratislava      | 51:55  | Haukar Hafnarfjörður | 23:26    | 28:29     |
| ABC Braga           | 42:33  | HC Baník Karviná     | 23:17    | 19:16     |

## Viertelfinals
|                     | Gesamt |                      | Hinspiel | Rückspiel |
| ------------------- | ------ | -------------------- | -------- | --------- |
| RK Varteks Varaždin | 52:56  | TV Niederwürzbach    | 25:26    | 27:30     |
| ABC Braga           | 53:44  | Haukar Hafnarfjörður | 28:16    | 25:28     |
| TUSEM Essen         | 40:33  | US Ivry HB           | 21:15    | 19:18     |
| BM Gáldar           | 57:38  | Śląsk Wrocław        | 32:17    | 25:21     |

## Halbfinals
|             | Gesamt |                   | Hinspiel | Rückspiel |
| ----------- | ------ | ----------------- | -------- | --------- |
| TUSEM Essen | 48:53  | TV Niederwürzbach | 27:25    | 21:28     |
| ABC Braga   | 49:52  | BM Gáldar         | 28:26    | 21:26     |

## Finale
Das Hinspiel fand am 16. April 1995 in Gáldar statt und das Rückspiel am 22. April 1995 in Homburg-Erbach.
|           | Gesamt |                   | Hinspiel | Rückspiel |
| --------- | ------ | ----------------- | -------- | --------- |
| BM Gáldar | 55:58  | TV Niederwürzbach | 29:26    | 26:32     |